# Dicken (Münze)
Der Dicken, auch Dickpfennig, ist eine Silbermünze, die im späten 15. und im frühen 16. Jahrhundert in der Schweiz und im westlichen Oberdeutschland geprägt wurde. Die Münze entstand in Anlehnung an die mailändischen Testoni. Die ersten datierten Stücke wurden 1492 in Bern geprägt.

## Münzgeschichte
Die oberitalienischen Testoni vom Ende des 15. Jahrhunderts wurden sehr bald in der Schweiz und in Oberdeutschland zum Vorbild für die Prägung der Silbermünzen mit der Bezeichnung „Dicken“. Sie erhielten diesen Namen im Gegensatz zu den leichten Kreuzern und Pfennigen. Die Dicken zeigen meist schöne und merkwürdige Darstellungen. Bereits im Jahr 1482 ahmte Bern den Testone unter der Bezeichnung Dicken nach und ersetzte das Herrscherporträt durch das Bild des Stadtpatrons. Der älteste datierte Dicken ist aus dem Jahr 1492 und stammt aus der Stadt Bern. Die Gepräge wurden nach 30 Jahren schrittweise durch die Guldengroschen verdrängt. Der Dicken hat ein Durchschnittsgewicht von 9,8 g bei 950⁄1000 Feingehalt.
Ein Dicken der Stadt Colmar von 1499 zeigt die Mantelteilung des heiligen Martin und gilt als Vorbild der Münzen mit dem Motiv des Bettlertalers.
Es galt:
- 1 Dicken = 1⁄3 Goldgulden = 1⁄3 Guldengroschen = 5 Plapparts.

In der deutschen Freien und Reichsstadt Straßburg galt:
- 1 Dicken = 24 Kreuzer.[7]

Die Dicken in den Kantonen der Schweiz haben unterschiedliche Münzbilder. Die im Spätmittelalter geprägten Münzen zeigen oft Heilige mit ihren Attributen. Es sind meist Meisterwerke der gotischen Kleinkunst. Die Reformation setzte der Darstellung von Heiligen ein Ende.

## Münzbeschreibungen
Die abgebildeten Dicken sind Zeugnisse künstlerischen Schaffens der Eisenschneider im Spätmittelalter.

### Dicken der Stadt Bern
(Siehe Bild oben.)
Der silberne Dicken der Stadt Bern von 1492 ist das erste datierte Stück dieser Münzen. Er wurde in der Münzstätte Bern geprägt. Das spätmittelalterliche Schweizer Gepräge wiegt 7,35 g und hat einen Durchmesser von 30 mm. Als Vorderseite ist nicht die Wappenseite bezeichnet, sondern die Seite mit dem Heiligen.
Die Vorderseite zeigt nach mailändischem Vorbild den stehenden heiligen Vinzenz mit einem Palmenzweig in der rechten und einem Buch in der linken Hand.
- Umschrift: S VINCEN – NCIVS 149Z. (Sanctus Vincentius 1492.)
- Übersetzung: Heiliger Vinzenz.

Die Rückseite zeigt das Stadtwappen von Bern zwischen den Buchstaben B – E, darüber befindet sich ein Adler.
- Umschrift: + MONETA NO – BERNENSIS. (Moneta nova Bernensis.)[11]
- Übersetzung: Neue Münze der Stadt Bern.

### Dicken der Stadt Freiburg im Breisgau
Der silberne Dicken von 1503 der Stadt Freiburg im Breisgau hat einen Durchmesser von 29 mm und wiegt 7,28 g. Der Dicken wurde in der Münzstätte Freiburg (Breisgau) geprägt und gehört noch ins Spätmittelalter.
Die Vorderseite zeigt einen Rabenkopf mit Halsfedern, der das gesamte Feld innerhalb eines Perlkreises ausfüllt. Der Rabenkopf ist dem Freiburger Rappenpfennig, einem mittelalterlichen Brakteat (Hohlpfennig, Blechmünze), nachempfunden, der ebenfalls einen Rabenkopf im Münzfeld führt.
- Umschrift: + GROSSVS FRIBVRG' IN BRIS' 1503. (Die Zahl 5 ist in gotischer Form aufgeprägt.)
- Übersetzung: Groschen (Dicken) der Stadt Freiburg im Breisgau. Die Bezeichnung Groschen für Dicken ist hier wahrscheinlich darauf zurückzuführen, dass das lateinische Wort „grossus“ etwa „dick“ bedeutet.[13]

Die Rückseite zeigt die thronende Maria mit dem Kind.
- Umschrift: AVE MARIA – GRACIA P'. (Ave Maria gratia plena.)[14]
- Übersetzung: Gegrüßt seist du, Maria, voll der Gnaden.

### Dicken des Bistums Sitten
Der silberne Dicken des Bistums Sitten wurde undatiert in den Jahren 1496–1497 in der Münzstätte Sitten (Sion), Region Wallis in der Schweiz geprägt. Der Münzherr ist Nikolaus Schiner (1496–1499), Bischof von Sitten. Der Dicken hat einen Durchmesser von 30 mm und ein Gewicht von 9,76 g.
Die Vorderseite zeigt den heiligen Bischof Theodolus mit seinem Heiligenattribut, dem eine Glocke schleppenden Teufel.
- Umschrift: S THEODO-L' – EPS SEDVN'. (Sanctus Theodolus Episcopus Sedunensis.)
- Übersetzung: Heiliger Theodol, Bischof von Sitten.

Die Rückseite zeigt den Wappenschild des Bischofs von Sitten, Nikolaus Schirner, auf einem Lilienkreuz.
- Umschrift: NICO – S DNP – VICA – EL' SE.[16]

### Dicken der Stadt Basel
Der spätmittelalterliche silberne Dicken der Stadt Basel von 1499 wurde in der Münzstätte Basel in der Schweiz geprägt. Der Durchmesser beträgt 30 mm, das Gewicht 6,75 g.
Die Vorderseite zeigt die stehende bekrönte Madonna auf der Mondsichel mit Strahlenkranz und Jesuskind.
- Umschrift: AVE MARIA – GRACIA P'. (Ave Maria gratia plena.)
- Übersetzung: Gegrüßt seist du, Maria voll der Gnade.

Die Rückseite zeigt den von zwei Basilisken umschlungenen Stadtschild von Basel.
- Umschrift: + MONETA BASILIENSIS 1499. (Die Zahl 4 ist in gotischer Form dargestellt).[17]
- Übersetzung: Münze von Basel.